# Червона Гірка (Бучанський район)
Черво́на Гірка — село Макарівської селищної громади Бучанського району Київської області, розташоване на правому березі річки Здвиж. Розташоване за 4 км від с. Андріївка. Площа населеного пункту — 111 га. Населення — 92 особи. Кількість усіх дворів — 90.

## Історія населеного пункту
Село мало історичну назву Красногірка (яку в XX столітті було перейменовано без наукових обґрунтувань на Червону Гірку). Відокремлене від Андріївки річкою Здвиж.
За легендою, на правому березі Здвижа, серед соснового бору і могутніх дубів височіла гора. Її було видно дуже далеко, особливо, коли сонце підіймалося чи сідало. Це милувало очі подорожніх, які пливли Здвижем на човнах та баржах. Так і почали називати цю місцевість — Красна гірка, тобто гарна, красива.
Наприкінці XV ст. князь Костянтин Острозький побудував на Красній горі православний монастир. У першій половині XVII ст. під час повстання проти польських панів в Андріївці його було зруйновано, а пізніше відбудовано в урочищі Красногірки. Монахи переселили туди з Андріївки кілька сімей кріпаків. Так виникли с. Красногірка і в ньому вул. Монастирська.
Перша відома письмова згадка про Красногірський монастир — 14 жовтня 1625 року. Тоді Кшиштоф Макаревич і його жінка Анна з Малинських в Андріївці дали фундуш на Красногірський монастир.
В краєзнавчих матеріалах Л. Похилевича зазначено: 
| «Красногірка жителів має 110 душ. Яцковський згідно з купчою з 1835 року купив село у Сигизмунда Шимановського. Красногірка в XVII столітті належала Києво-Кирилівському монастиреві, ченці якого заснували тут особливий скит. Гетьман Іван Скоропадський збудував у скиті церкву, дав землі і ктиторів. Але коли після 1686 року ця сторона була віддана Польщі, то скит був дарований базилянам (уніатам) разом із селом. Красногірський базилянский монастир відомий тим що в оний відсилали на эпітемію уніатськими духовними можновладцями духовних осіб, що були звинувачені в порушенні благочиння. Монастир залежав від Беліловского (монастиря) і закритий був в 1760 році. Втім у списку монастирів, що скасовуються, 1786 року значиться і Красногіркий монастир, хоч він у той час ще знаходився в кордонах Польщі. В актах Радомишльської консисторії за 1755 рік, на стор. 91 записано скаргу Ієроніма Островського Ordinis S. Basilii magni Суперіора монастирів Красногірського та Беліловського, на жителів Макарівських, Наливайківських, Копилівських і Забуянских, які скривдили побоями і непристойними лайками базилянских (уніатських) ченців Красногірського монастиря». Після закриття Красногірського монастиря деякі церкви з нього були продані до м. Хвастова (Фастов) та с. Королівки Васильківського повіту. У 3-х верстах від Красногірки в лісі розміщено хутір Пужа, інакше Малянка, що як і Красногірка належить до Копилівського маєтку Г. Янковського. На початку XVIII сторіччя, у цьому місці оселився селянин Якименко, згодом на місці колишньої селянської садиби було побудовано винокурний завод і необхідні при ньому служби. У декількох хатах тут живе в зимку до 50 сезонних робітників." |
Під час революцій початку ХХ ст. селяни активно виступали проти поміщиків, палили маєтки. З початком війни село занепало.
У 1919 р. Красногірку зайняли денікінці, у 1920 р. село окупували поляки.
Більше року від ранньої весни 1920 року в селі перебував на лікуванні і служив видатний богослов, поет і священик Анатолій Жураковський (пізніше зісланий у табори та розстріляний у Республіці Карелія у 1937 році). А закинутий поміщицький будинок протягом літа жителі села перебудували під церкву, посвячену в ім'я Різдва Богородиці, де проводили богослужіння.
У 1921 р. в селі остаточно встановилася радянська влада. Створено сільську раду, членами якої стали Ф. С. Дашенко, С. М. Савчук, Я. Г. Сімороз, Г. П. Багачук, Н. С. Савчук.
У 1921—1923 рр. у колишньому поміщицькому будинку церкву було переоблаштовано на школу. Створено комнезам, який очолив мешканець х. Діброва Василь Решетняк. У 1924 р. комнезам очолив С. М. Савчук. У тому ж році створено сільськогосподарське кооперативне молочарське товариство.
У 1930 р. у Красногірці організовано перший колгосп на чолі з Т. К. Петриченком.
Голодомор 1932—1933 рр. залишив багато жертв серед місцевого населення.
На початку Німецько-радянської війни Красногірка опинилася в окупації. У 1942—1943 рр. на території села діяла підпільна комсомольська група під керівництвом П. Г. Багачука. 7 листопада 1943 р. Макарівський район визволено від німецько-фашистських завойовників. З фронту не повернувся 61 мешканець Красногірки.
Після війни у селі почала працювати п'ятирічна школа, відбудовано колгоспний комплекс, полагоджено реманент.
У 1944 р. школу перетворено на семирічну, де навчалися діти із сіл Красногірка, Андріївка, Плахтянка.